# Průměrný člověk
Průměrný člověk (fr. homme moyen), případně průměrný muž či průměrná žena, je člověk, jehož vlastnosti odpovídají statistickému průměru. Nejčastěji se s průměrným člověkem setkáme tam, kde se na člověka a společnost aplikují statistické metody.

## Historie
Pojem člověk průměrný (homme moyen) se poprvé objevil ve spise „Zkoumání náklonnosti ke zločinu v různém věku“ (Recherches sur le penchant au crime aux differéns ages.) V článku o zákonitosti lidského růstu (Recherches sur la loi de croissance de l‘homme) Quetelet napsal, že průměrný člověk je fiktivní konstrukt, kolem něhož oscilují jednotlivé sociální elementy, ovšem zde ještě nezkoumal, jak přesně jsou tyto elementy kolem průměru rozloženy. Na základě dat nicméně odvodil zákon o normálním růstu, který, když je vyjádřen jako tabulka, udává průměrnou výšku každé kategorie (podle věku a pohlaví).
Člověk průměrný jako typ byl definován až v článku „O hodocení statistických dokumentů, zejména průměrů“ (Sur l’appréciation des documents statistiques et en particulier sur l’appréciation des moyennes), kde také vysvětlil, podle jakého vzorce členové skupiny oscilují kolem průměru, čili vysvětlil distribuci hodnot. Nejprve založil škálu pravděpodobnosti, tj. stanovil hranice sedmi kategorií nad a pod průměrem, a pak roztřídil měření výšky 8 192 osob do kategorií kolem průměru podle této škály. Následně se podíval na rozložení hodnot obvodu hrudníku 5 738 skotských vojáků a 100 000 francouzských branců. Porovnal skutečnou distribuci hodnot s rozložením podle jeho výpočtů a zjistil, že odchylky jsou zanedbatelné, z čehož usoudil, že jeho výpočty jsou správné.
Dalším krokem k úplnosti ideje průměrného člověka bylo generalizovat nyní už jasně definovaný koncept jeho rozšířením na veškeré fyzické atributy člověka a pak i na morální a intelektuální vlastnosti. V díle „Společenský systém“ (Systéme social) bylo Queteletovým cílem ukázat univerzální platnost zákona náhodných příčin, k jehož vyvození mu posloužila matematická teorie pravděpodobnosti, a to ať už ve vztahu k normě individua, průměrnému člověku určitého národa nebo celého lidstva v určitou dobu nebo v průběhu celých dějin lidstva či národa. Quetelet rozděloval příčiny na konstantní a variabilní. Člověk průměrný vzniká působením konstantních příčin, odchylky od něj variabilními příčinami.
Morální kvality průměrného člověka zkoumal ve studiích o sebevraždě a o manželství. Všechny tyto studie mají značný historický význam. Studie fyzických proporcí člověka byly předchůdci měření zločinců sloužící k jejich pozdější identifikaci. Měření tvarů hlavy a jiných částí těla zase posloužilo antropologům, kteří se snažili opodstatnit rasovou diskriminaci.
Význam ideje člověka průměrného měl být podle Queteleta univerzální a dalekosáhlý. Lékař by prý mohl určit způsob medikace porovnáním pacienta s fiktivním průměrem. Umělci by mohli tvořit skutečně reprezentativní díla. Politik by mohl lépe manipulovat náladami a cítěním ve společnosti. Sociální vědec (tj. sociolog) by měl být schopen vysledovat vývoj určitých skupin, civilizací nebo společností určováním průměrného člověka pro nejrůznější národy, období atd.

## Experiment
Ve článku Sur l’appréciation des documents statistiques et en particulier sur l’appréciation des moyennes z roku 1844 uvedl Adolphe Quetelet zajímavý vedlejší výsledek jednoho svého experimentu. Při zkoumání výšky francouzských branců přišel na to, že asi 2000 z nich uniklo vojně uvedením cca o 2–3 cm nižší výšky. Na tento podvod ho upozornilo nepravděpodobné nahuštění hodnot pod úrovní požadované výšky a nedostatek hodnot těsně nad ní. Tímto, možná triviálním, experimentem získal Quetelet první statistické výsledky skrze zkoumání určité skupiny lidí pomocí jejich „průměru“ a také ukázal, že jeho teorie má praktické využití. 
V jiném experimentu, při zkoumání vnějších příčin agresivity dochází Quetelet k závěru, že negativním způsobem na člověka působí zvýšená okolní teplota v prostředí, ve kterém se pohybuje. Tyto své závěry sepsal v roce 1833 v „termickém zákonu delikvence“. Podle této hypotézy se častěji vyskytují násilné trestné činy, např. vraždy, v letních měsících. Nakonec dospěl k závěru, že tento jev není dán pouze okolní teplotou, ale i vyšší pohyblivostí lidí v létě.

## BMI
Podrobnější informace naleznete v článku Index tělesné hmotnosti.
Quetelet svojí prací položil základy tzv. indexu BMI (body mass index), který se používá k měření obezity. Queteletův–Bouchardův index hmotnosti (tělesné plnosti), stejně jako BMI, využíval poměr různých částí těla k výšce člověka k určení fyzických parametrů člověka.
Queteletův–Bouchardův index hmotnosti (tělesné plnosti) zkoumal tyto somatometrické hodnoty k výšce člověka:
- Biakromiální šířka (šířka ramen) k tělesné výšce
- Bikristální šířka (šířka pánve)[3] k tělesné výšce
- Obvod hrudníku k tělesné výšce
- Obvod horních končetin k tělesné výšce
- Hmotnost k tělesné výšce[4]

## Kritika
Jedna z prvních námitek proti konceptu průměrného člověka byla, že ho nelze sestavit jako celistvou bytost a že pokus skloubit nejrůznější průměrné vlastnosti by nemusel vyvrcholit v dokonalé a životaschopné bytosti. Cournot ve své Exposition de la théorie des chances et des probabilités (Paříž 1843, str. 213–214) tvrdil, že průměry tělesných proporcí skupiny lidí nebudou v souladu jeden s druhým nebo s podmínkami životaschopnosti. Argumentoval analogií – průměry stran řady pravoúhlých trojúhelníků nedávají pravoúhlý trojúhelník a ani strany, úhly či obsahy řady libovolných trojúhelníků se neshodují tak, aby dohromady utvořily trojúhelník. Stejně tak ani průměrné tělesné proporce člověka do sebe nebudou zapadat tak, aby vznikla životaschopná bytost.
Kritika podobného rázu se později objevila vícekrát. Avšak Quetelet sám nazval průměrného člověka fiktivní bytostí, tudíž je na místě podotknout, že podmínky životaschopnosti fiktivní bytosti nebo kompatibilita částí, ze kterých sestává, může mít pouze spekulativní význam. 
Comte kritizoval Queteletovu knihu Essai d'une physique sociale. Jejich spor vyvrcholil roku 1839, když Comte vydal knihu Cours de philophie positive ve které se zříká pojmu sociální fyzika a zavádí pojem nový, dodnes používaný – sociologie.
Sám Adolphe Quetelet si uvědomoval, že pojem průměrný člověk je třeba brát s rezervou, protože nebere v potaz horní a dolní výkyvy, a že zákon náhody ovlivňuje celkový průměr.
Například i lékařské výzkumy by měly posuzovat souvislosti u jednotlivců a nikoli souvislosti mezi průměry ze skupin jednotlivců.